# شيلا (مدينة)
شيلا (بالإنجليزية: Şile) هي مدينة ومنطقة في محافظة إسطنبول، تركيا. وفقا لتعداد عام 2007، بلغ عدد سكان المقاطعة 169 25 نسمة، منهم 931 9 يعيشون في مدينة شيل، و 2,096 في بلدة اغوا المجاورة (يسيلكاي) و 13242 في القرى المحيطة. ومع ذلك، فانه بين شهري يونيو وسبتمبر، يزداد السكان بسرعة بسبب أن العديد من سكان إسطنبول لديهم منازل صيفية في شيلا.

## المناخ

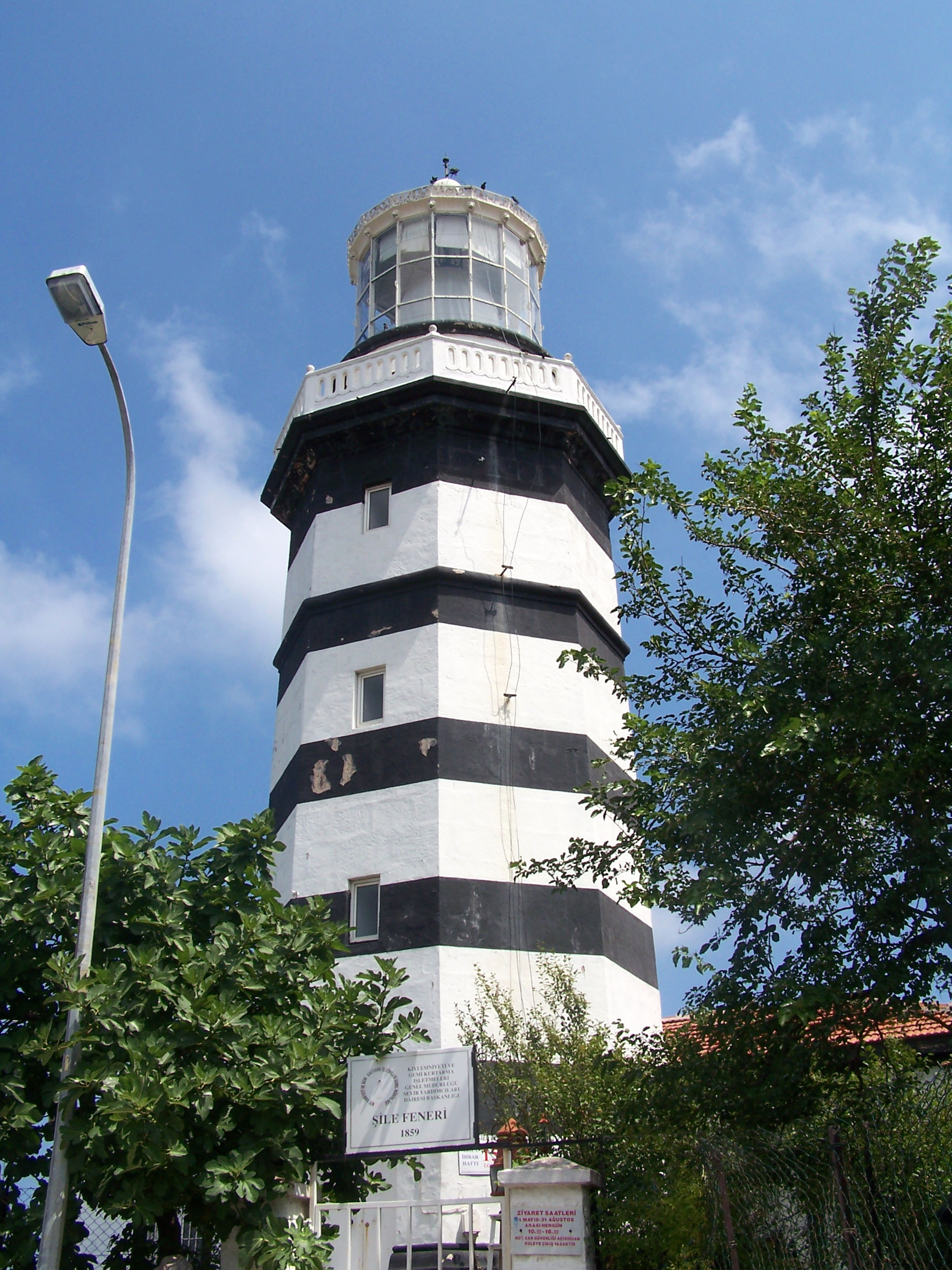
منارة تاريخية، في حي شيلا.

مناخ شيلا، تتمتع بالمناخ بالنموذجي لشمال إسطنبول، وهو المحيطي (Cfb) وفقًا لتصنيف كوبن للمناخ، لكن تصنيف مناخ تريوارثا يصنفه على أنه شبه مداري رطب، على غرار ساحل البوسفور. يتميز مناخ شيلا بكثرة وغزارة هطول الأمطار وصيف معتدل أكثر من معظم إسطنبول.
| البيانات المناخية لـشيلا، أسطنبول  | البيانات المناخية لـشيلا، أسطنبول | البيانات المناخية لـشيلا، أسطنبول | البيانات المناخية لـشيلا، أسطنبول | البيانات المناخية لـشيلا، أسطنبول | البيانات المناخية لـشيلا، أسطنبول | البيانات المناخية لـشيلا، أسطنبول | البيانات المناخية لـشيلا، أسطنبول | البيانات المناخية لـشيلا، أسطنبول | البيانات المناخية لـشيلا، أسطنبول | البيانات المناخية لـشيلا، أسطنبول | البيانات المناخية لـشيلا، أسطنبول | البيانات المناخية لـشيلا، أسطنبول | البيانات المناخية لـشيلا، أسطنبول |
| الشهر                              | يناير                             | فبراير                            | مارس                              | أبريل                             | مايو                              | يونيو                             | يوليو                             | أغسطس                             | سبتمبر                            | أكتوبر                            | نوفمبر                            | ديسمبر                            | المعدل السنوي                     |
| ---------------------------------- | --------------------------------- | --------------------------------- | --------------------------------- | --------------------------------- | --------------------------------- | --------------------------------- | --------------------------------- | --------------------------------- | --------------------------------- | --------------------------------- | --------------------------------- | --------------------------------- | --------------------------------- |
| متوسط درجة الحرارة الكبرى °م (°ف)  | 8.6 (47.5)                        | 9.1 (48.4)                        | 10.6 (51.1)                       | 15.1 (59.2)                       | 19.1 (66.4)                       | 23.6 (74.5)                       | 25.4 (77.7)                       | 25.4 (77.7)                       | 23.0 (73.4)                       | 18.8 (65.8)                       | 15.1 (59.2)                       | 11.1 (52.0)                       | 17.1 (62.7)                       |
| المتوسط اليومي °م (°ف)             | 5.5 (41.9)                        | 5.9 (42.6)                        | 7.2 (45.0)                        | 11.2 (52.2)                       | 15.2 (59.4)                       | 19.4 (66.9)                       | 21.7 (71.1)                       | 21.8 (71.2)                       | 19.2 (66.6)                       | 15.3 (59.5)                       | 11.6 (52.9)                       | 8.0 (46.4)                        | 13.5 (56.3)                       |
| متوسط درجة الحرارة الصغرى °م (°ف)  | 2.4 (36.3)                        | 2.7 (36.9)                        | 3.7 (38.7)                        | 7.2 (45.0)                        | 11.2 (52.2)                       | 15.1 (59.2)                       | 17.9 (64.2)                       | 18.4 (65.1)                       | 15.4 (59.7)                       | 11.8 (53.2)                       | 8.1 (46.6)                        | 4.9 (40.8)                        | 9.9 (49.8)                        |
| الهطول مم (إنش)                    | 134.1 (5.28)                      | 95.5 (3.76)                       | 61.1 (2.41)                       | 54.3 (2.14)                       | 42.5 (1.67)                       | 37.8 (1.49)                       | 40.2 (1.58)                       | 46.6 (1.83)                       | 67.7 (2.67)                       | 126.6 (4.98)                      | 147.6 (5.81)                      | 143.2 (5.64)                      | 997.2 (39.26)                     |
| متوسط أيام هطول الأمطار (≥ 0.1 mm) | 18.8                              | 15.3                              | 13.7                              | 12.4                              | 11.6                              | 9.2                               | 5.0                               | 6.7                               | 7.9                               | 12.5                              | 16.8                              | 20.2                              | 150.1                             |
| متوسط الأيام المثلجة (≥ 0.1 cm)    | 4.3                               | 4.4                               | 0.5                               | 0.0                               | 0.0                               | 0.0                               | 0.0                               | 0.0                               | 0.0                               | 0.0                               | 0.1                               | 2.6                               | 11.9                              |
| المصدر:                            |                                   |                                   |                                   |                                   |                                   |                                   |                                   |                                   |                                   |                                   |                                   |                                   |                                   |

## روابط خارجية
- Işık University (بالإنجليزية)
- Şile Municipality (بالتركية)
- Şile Port - Tourist Information نسخة محفوظة 17 يونيو 2013 على موقع واي باك مشين. (بالتركية)
- A firm manufacturing Şile bezi نسخة محفوظة 26 ديسمبر 2018 على موقع واي باك مشين. (بالتركية)
- Şile 75. Yıl Elementary School نسخة محفوظة 28 يوليو 2012 على موقع واي باك مشين. (بالتركية)